# Bercy 93 (album live, Dorothée)
Albums de Dorothée
Une histoire d'amour
(1992) 2394
(1993)
Bercy 93 est le second album live de Dorothée sorti en avril 1993. 
Il s'agit d'une reprise de son spectacle Bercy 92 auquel ont été ajoutées quelques chansons de son nouvel album Une histoire d'amour. De plus, pour la première fois dans une série de concerts de la chanteuse, Catherine Welch et Dominique Poulain se joignent à Francine Chantereau et Martine Latorre (leurs cousines), choristes officielles de Dorothée. Toutes les quatre formaient autrefois le groupe Les Fléchettes, les choristes de Claude François.
Ce disque contient une chanson inédite : Pour jouer du rock'n'roll, spécialement écrite pour présenter son orchestre : Les Musclés, sur scène.
Il est nommé aux Victoires de la musique 1994 dans la catégorie meilleur album pour enfants.

## Titres
| 1.  | Intro : Les Neiges De L'himalaya  |  |
| 2.  | Les Neiges De L'himalaya          |  |
| 3.  | Tremblement De Terre              |  |
| 4.  | Pour Jouer Du Rock'n Roll         |  |
| 5.  | Où Est Le Garçon ?                |  |
| 6.  | Tous Les Jours De Bonheur         |  |
| 7.  | Allo, Allo, Monsieur L'Ordinateur |  |
| 8.  | Par Amour Pour Toi                |  |
| 9.  | Marylou                           |  |
| 10. | Chagrin d'Amour                   |  |
| 11. | Bats-Toi                          |  |

| 1.  | Intro : Oh Quelle Histoire         |  |
| 2.  | Oh Quelle Histoire                 |  |
| 3.  | La Machine Avale                   |  |
| 4.  | Même Les Baleines                  |  |
| 5.  | De La Musique                      |  |
| 6.  | Nicolas et Marjolaine              |  |
| 7.  | Le Collège Des Cœurs Brisés        |  |
| 8.  | Une Histoire d'Amour               |  |
| 9.  | Dorothée Rock                      |  |
| 10. | Monsieur Bill                      |  |
| 11. | Il Faut Chanter (Medley)           |  |
| 12. | Toutes Les Guitares Du Rock'N Roll |  |

## Crédits
- Paroles : Jean-François Porry.
- Musiques : Jean-François Porry / Gérard Salesses.

## Bercy 93
| Date                       | Ville |
| -------------------------- | ----- |
| 2 janvier 1993 15h30 / 20h | Paris |
| 3 janvier 1993 14h30 / 18h | Paris |
| 5 janvier 1993 20h         | Paris |
| 6 janvier 1993 14h30       | Paris |

## Tournée "Une histoire d'amour"
| Date               | Ville       |
| ------------------ | ----------- |
| 18 décembre 1992   | Strasbourg  |
| 19 décembre 1992   | Reims       |
| 20 décembre 1992   | Amiens      |
| 22 décembre 1992   | Vesoul      |
| 23 décembre 1992   | Metz        |
| 17 mars 1993       | Montluçon   |
| 18 mars 1993       | Annecy      |
| 19 mars 1993       | Valence     |
| 20 mars 1993       | Avignon     |
| 21 mars 1993       | Toulon      |
| 23 mars 1993       | Marseille   |
| 24 mars 1993       | Voiron      |
| 26 mars 1993       | Évreux      |
| 27 mars 1993       | Verdun      |
| 28 mars 1993       | Nancy       |
| 13 / 14 avril 1993 | La Réunion  |
| 17 avril 1993      | Ile Maurice |